# Равессон, Жан Гаспар Феликс
Жан Гаспа́р Фели́кс Лаше́ Равессо́н-Молье́н (фр. Jean Gaspard Félix Ravaisson-Mollien, 23 октября 1813, Намюр — 18 мая 1900, Париж) — французский философ, археолог и историк искусства, представитель французского спиритуализма, последователь Мен де Бирана и Шеллинга, учитель Ж. Лашелье и Э. Бутру.

## Биография
Феликс Равессон родился в 1813 году в Намюре, после смерти отца воспитывался своим дядей Г. Т. Мольеном, от которого получил вторую фамилию. Учился в коллеже Роллен у Эктора Поре, где в 1832 году получил почётную премию за сочинение «Метод в философии». В 1834 году удостоился первой премии Академии моральных и политических наук за конкурсное сочинение о «Метафизике» Аристотеля. В 1837 году опубликовал первый том переработанного «Опыта о „Метафизике“ Аристотеля». В 1838 году, защитив диссертацию «О привычке», получил должность профессора философии в Ренне. В 1839 году посетил Мюнхен, где слушал лекции Шеллинга, с которым состоял в длительной переписке. В 1840 году за диссертацию «О привычке» получил степень доктора словесности. С 1839 по 1853 год служил генеральным инспектором публичных библиотек, с 1853 по 1880 году — генеральным инспектором системы высшего образования. С 1880 года — член Академии моральных и политических наук, с 1870 года — куратор классических древностей в Лувре. Кавалер ордена Почётного легиона. Умер в Париже 18 мая 1900 года.

## Учение
На формирование взглядов Равессона оказали влияние учения Аристотеля, Платона, Лейбница, Шеллинга и Мен де Бирана. Собственное учение философ назвал «спиритуалистическим реализмом», стремясь соединить психологические идеи Мен де Бирана с натурфилософией Шеллинга. Подобно Бирану, Равессон видел главный метод познания в самонаблюдении, открывающем факты внутреннего опыта, и рассматривал индивидуальный опыт как основу постижения всякой реальности. Главную заслугу Бирана он видел в указании на факт волевой активности, в котором нам непосредственно открывается существо нашего духа. В своей философии Равессон углубил волюнтаристический мотив бирановской философии, придав свободной воле статус наиболее существенного, творческого элемента действительности. Целью философии, полагал Равессон, является постижение духа как абсолютной реальности и подлинной основы мира.
Особый интерес представляет сочинение Равессона «О привычке», в котором философ развил целое учение о природе. Привычка, по мнению Равессона, является своего рода границей, разделяющей волю и природу. В жизни человека привычка демонстрирует возврат от свободного самоопределения к природному автоматизму. Сознание предполагает разрыв между целью и её реализацией, заполняемый рефлексией; в привычке этот разрыв сокращается, а потом и вовсе исчезает; привычка — акт разумный, но неосознаваемый. В этом философ усмотрел ключ к разгадке природы: природа не есть слепая механическая сила, она есть угасшее сознание и застывшая воля. Между природой и духом нет разрыва: во всей реальности действует универсальная спонтанность, источником которой является Бог; автоматизм законов природы есть лишь своего рода окаменевший остаток духовной активности. Эти мысли, развитые в «Докладе о французской философии», высоко оценил Анри Бергсон.

## Сочинения
- Опыт о метафизике Аристотеля (Essai sur la métaphysique d’Aristote, 1837—1846)
- О привычке (De l’habitude, 1838)
- Доклад о стоицизме (Rapport sur le stoïcisme, 1851)
- Венера Милосская (La Vénus de Milo, 1862)
- Философия во Франции в 19 веке (La philosophie en France au XIX-e siècle, 1868)
- Мораль и метафизика (Morale et métaphysique, 1893)